# 莫侬语
莫侬语是一种在越南崑嵩省公伯陇县使用的南亚语系语言。使用者被越南政府划为色当族。